# Елида
Елида је женско име које се појављује на енглеском говорном подручју и значи „крилата“, односно пренесено „узвишена“, а варијанта је имена Alida и води порекло из латинског језика. У Србији је ово име изведено од имена Ангелина.

## Популарност
Тридесетих и четрдесетих година 20. века у САД је ово име било међу првих осамсто по популарности, а у Норвешкој је у периоду од 1996. до 2008. увек било међу првих триста. 

## Занимљивост
Постоји и насељено место звано Елида у Новом Мексику у САД.